# Varyomus devillei
Varyomus devillei är en mångfotingart som först beskrevs av Filippo Silvestri 1898.  Varyomus devillei ingår i släktet Varyomus och familjen Aphelidesmidae. Inga underarter finns listade i Catalogue of Life.